# Taal

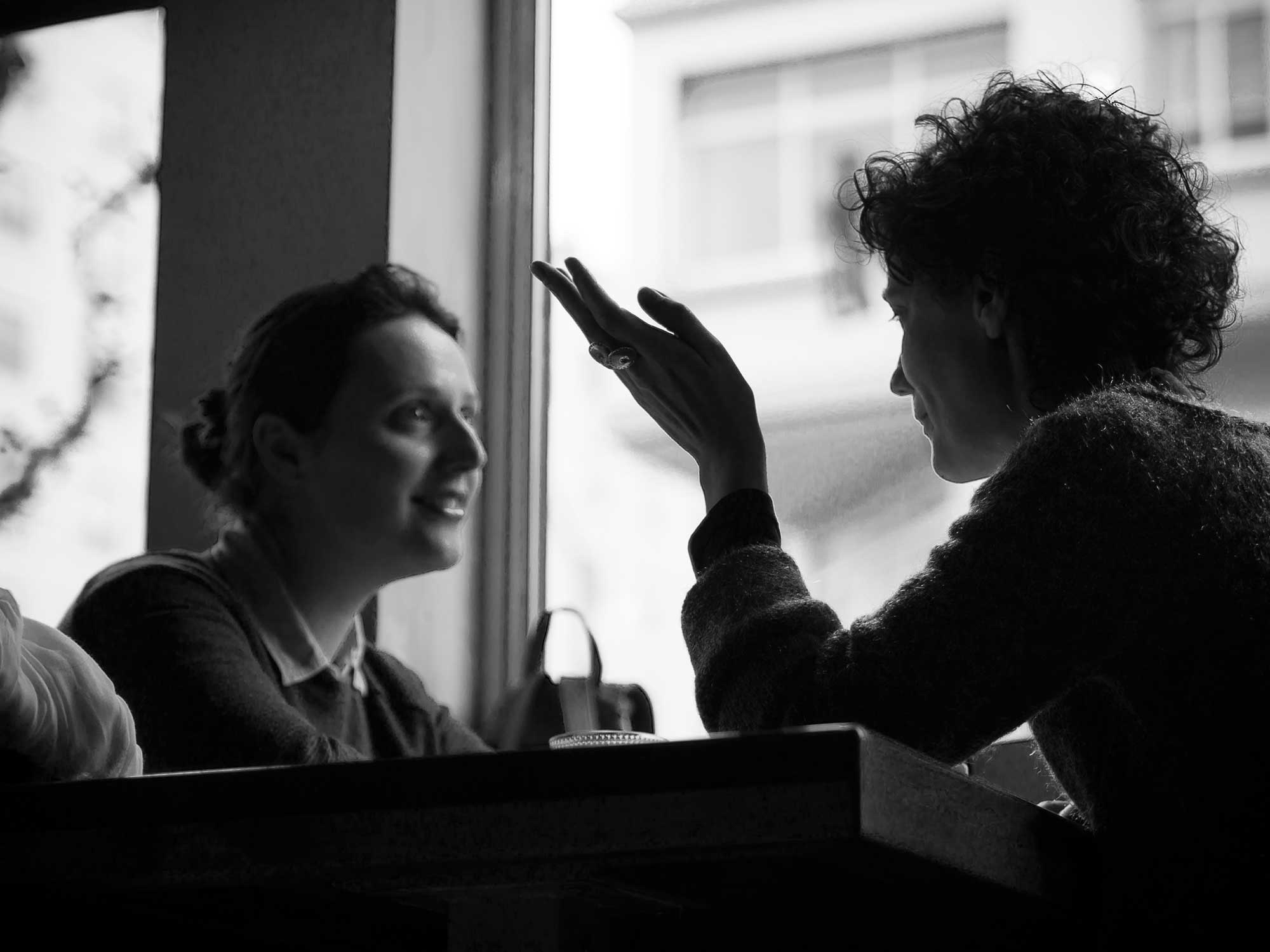
Gesproken taal is de meest algemene vorm van alledaagse communicatie.

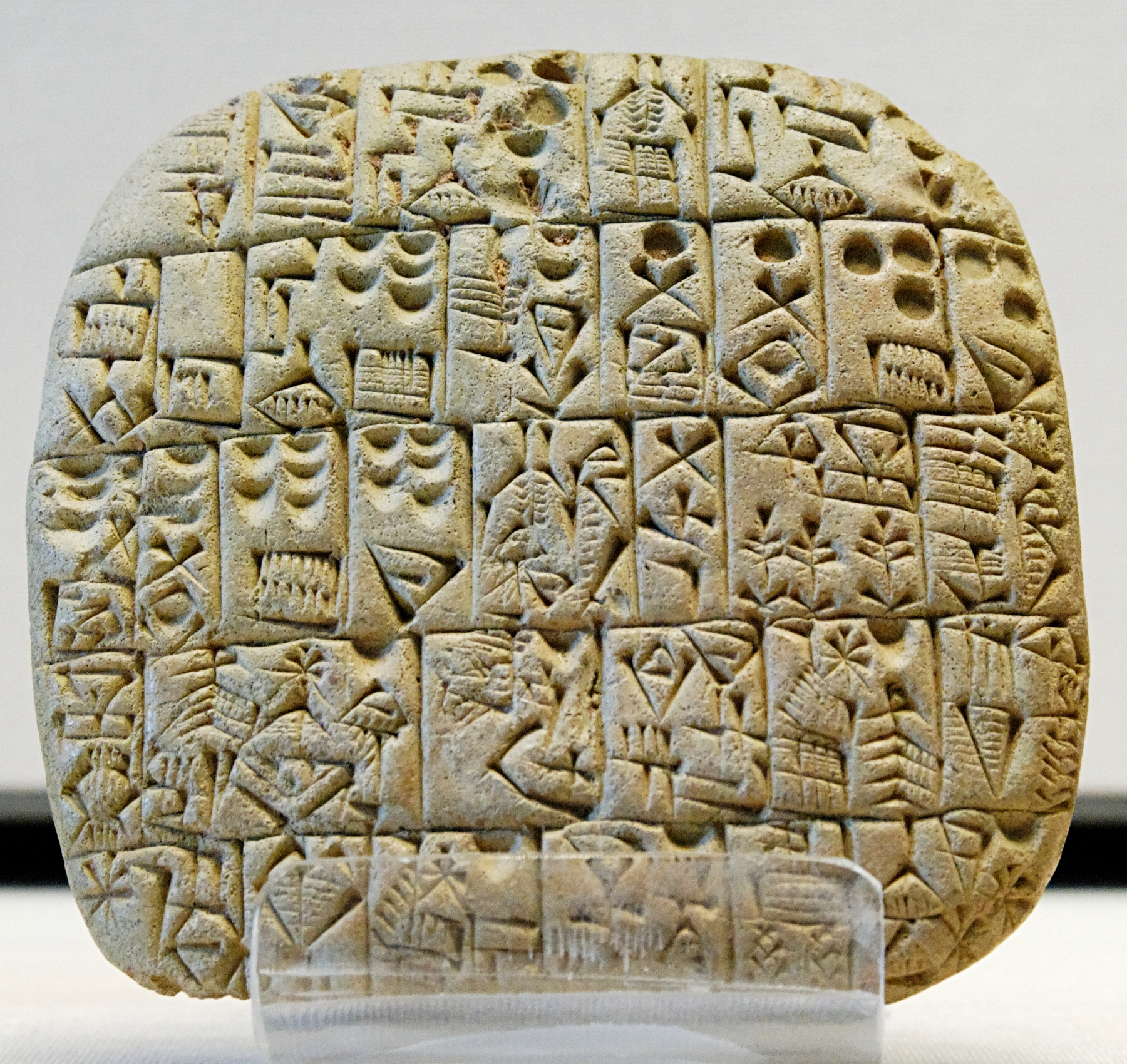
Spijkerschrift is de oudst overgeleverde vorm van geschreven taal.

Taal is een systeem van tekens – zoals gesproken klanken, gebaren, of geschreven symbolen – waarvan de mens gebruikmaakt om zijn gedachten te articuleren, zijn wereld te ordenen en te communiceren. Talen kenmerken zich door grammaticale regels en een woordenschat. 
Het taalvermogen van de mens ontwikkelde zich naar schatting zo'n 100.000 jaar geleden, en kenmerkt zich in het heden door zijn enorme vormelijke diversiteit: elk land heeft wel zijn eigen talen en dialecten. Zo goed als alle culturen hebben schriftsystemen ontwikkeld die het mogelijk maken gesproken taal te registreren. Een taal wordt meestal vroeg in het leven verworven, op basis van het taalaanbod uit de sociale omgeving.
Natuurlijke talen worden gesproken of in gebaren uitgebeeld. Doordat ze van generatie op generatie worden doorgegeven, ontwikkelen ze zich als onderdeel van een historisch bestaande cultuur. Elke taal bestaat uit een fonologisch systeem waarin vaste, betekenisdragende (klank)elementen worden gecombineerd tot langere elementen, zoals woorden en zinnen, die samen een uiting vormen. De moderne taalkunde houdt zich onder meer bezig met klanken en hun combinatiemogelijkheden (fonologie), de zinsbouw (syntaxis) en met het taalgebruik zelf (pragmatiek).
De beginselen van taalonderzoek gaan terug naar de Indische en Griekse oudheid. Denkers als Jean-Jacques Rousseau betoogden dat taal het product was van de emoties, anderen zoals Immanuel Kant meenden dat talen voortkwamen uit de rede en het logisch denken. In de negentiende eeuw werd taal als op zichzelf staand fenomeen beschouwd en werden in de studie van de ontwikkeling van talen uit elkaar (de historische taalkunde) grote sprongen gemaakt, onder andere door de gebroeders Grimm. Twintigste-eeuwse filosofen zoals Ludwig Wittgenstein voerden aan dat filosofie in feite de studie van taal zelf is. Belangrijke figuren in de twintigste-eeuwse taalkunde zijn onder meer Ferdinand de Saussure en Noam Chomsky.

## Studie van menselijke taal

### Taalkunde

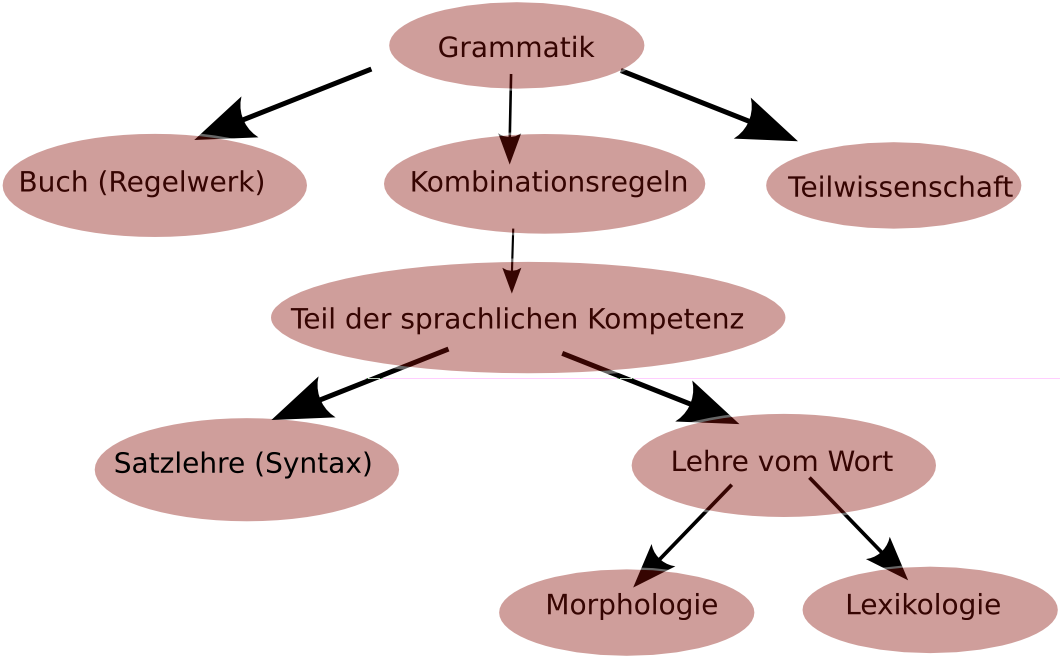
Voorgesteld schema om de structuur van de grammatica te beschrijven.

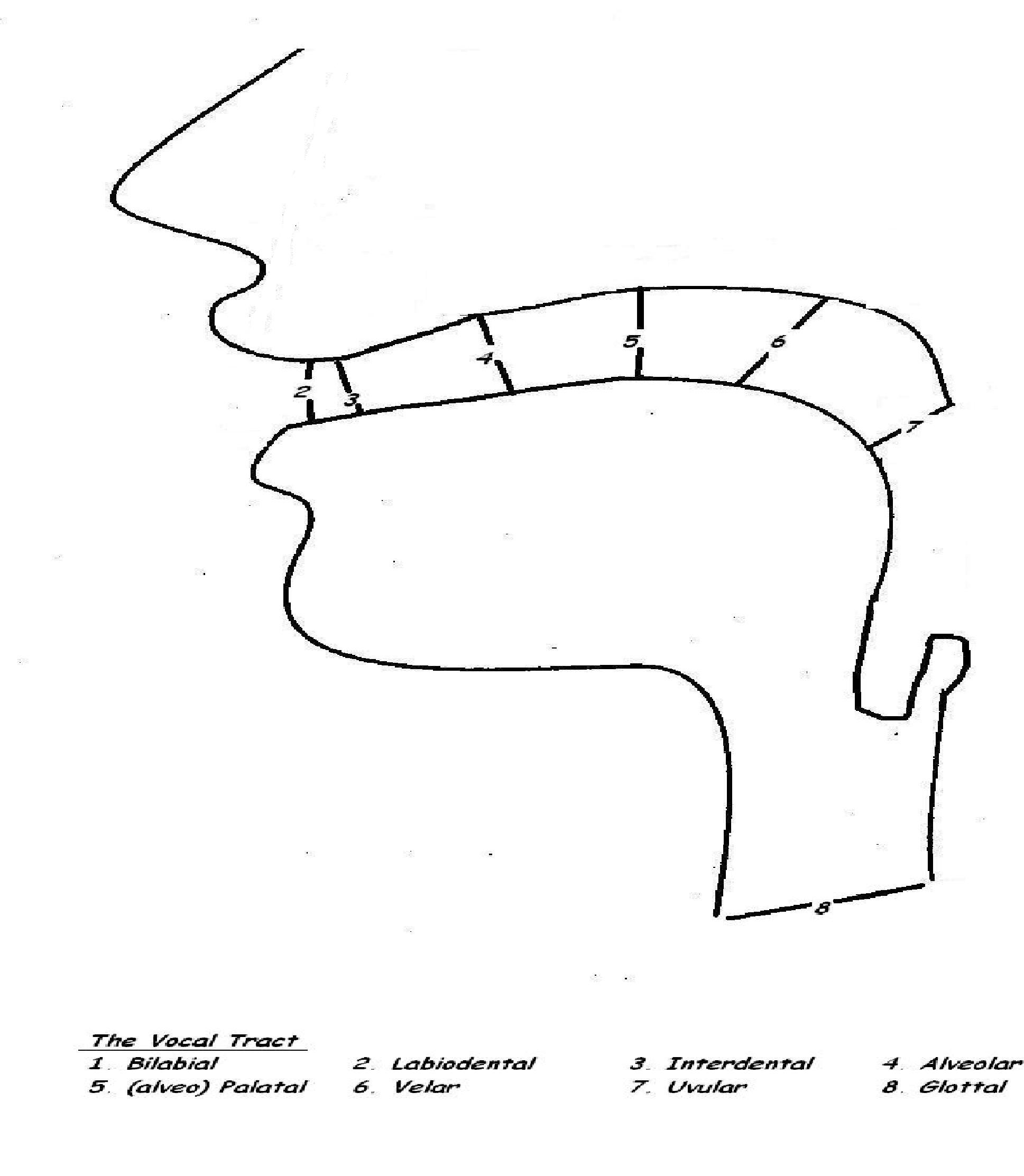
De verschillende manieren van articulatie in het menselijk spraakkanaal.

Het bestuderen van alle aspecten van de menselijke taal is het onderwerp van de taalkunde of taalwetenschap. De studie van taal als op zichzelf staand systeem heet algemene taalkunde en is verder onder te verdelen in een aantal deelgebieden:
- De grammatica, het regelsysteem waarmee de kleinste eenheden binnen de taal - bijv. afzonderlijke woorden - worden gecombineerd tot grotere betekenisvolle eenheden, met name zinsdelen en hele zinnen. Binnen de grammatica vallen als belangrijkste deelgebieden te onderscheiden: de syntaxis – de manier waarop woorden en zinsdelen in het grotere verband van de zin gecombineerd kunnen worden – en de ontleding, die zich vooral richt op de functie van afzonderlijke woorden (als woordsoort) en van zinsdelen binnen de zin als geheel.
- De morfologie, die zich richt op de nog kleinere "bouwstenen" (morfemen) waaruit afzonderlijke woorden zijn opgebouwd.
- De fonetiek en de fonologie, twee nauw verbonden subdisciplines die zich in de eerste plaatsen richten op het analyseren van klanken (fonen ofwel segmenten) in de gesproken taal als zodanig (fonetiek) en het beschrijven van de manier waarop deze klanken aan bepaalde fonotactische regels gebonden zijn en elkaar onderling beïnvloeden (fonologie). Bij dit laatste is het foneem een van de centraal staande verschijnselen. De fonologie en de morfologie vertonen ook onderlinge raakvlakken, bekend als de morfofonologie.
- De semantiek, die zich specifiek richt op de betekenis van talige uitingen, verder uiteenvallend in woord- en zinssemantiek.
- De lexicologie, die zich richt op zaken als de etymologie van individuele woorden (in dit verband vaak lexemen genoemd), hun specifieke betekenis en onderlinge samenhang en op hoger niveau op de woordenschat van een taal. Als discipline vertoont de lexicologie enige raakvlakken met andere taalkundige subdisciplines, vooral met de semantiek. Nauw hiermee verbonden is ook de lexicografie, waarin o.a. het opstellen van woordenboeken centraal staat.
- De pragmatiek, die zich richt op de manier waarop taal in de praktijk wordt gebruikt. Een belangrijk begrip hierbij is taalhandeling.

Daarnaast worden talen en taalfamilies met elkaar vergeleken in de vergelijkende taalwetenschap.
In de taaltypologie worden talen op hun kenmerkende eigenschappen beoordeeld.
De generatieve taalkunde richt zich op zaken als taalverwerving en spraakproductie.
De toegepaste taalkunde houdt zich specifiek bezig met de manier waarop taal in de praktijk in de meest uiteenlopende situaties gebruikt wordt en valt daarbij ook weer uiteen in een vrij groot aantal verschillende deelgebieden, zoals de psycholinguïstiek, de sociolinguïstiek, de neurolinguïstiek en de tekstlinguïstiek.
De historische of diachrone taalkunde en de evolutionaire taalwetenschap bestuderen taal primair vanuit een historisch perspectief, waarbij met name taalverandering en de manier waarop taal ooit is ontstaan en zich heeft ontwikkeld centraal staan.
De creolistiek is het onderdeel van de taalkunde dat zich bezighoudt met het ontstaan en de kenmerken van pidgins en de eventueel hieruit voortvloeiende creooltalen, als raakvlak van de historische en de vergelijkende taalkunde.

### Gesproken en geschreven taal
Door zijn typische vorm en laag in de keel gelegen positie is de larynx van de homo sapiens bij uitstek geschikt voor het voortbrengen van gesproken taal, dit in tegenstelling tot de hoger gelegen larynx van andere hominiden en van zoogdieren in het algemeen. Ook bij baby's jonger dan 3 maanden ligt de larynx nog hoog in de keelholte (waardoor hun neus-keelholte bij het slikken geheel kan worden afgesloten). Wanneer baby's 3 maanden oud zijn, zakt hun larynx naar beneden. Vanaf dat moment zijn ze fysiek in staat om echte menselijke spraakklanken te produceren.
In veel talen met een wat kleiner aantal sprekers is nog nooit iets opgeschreven. Talen die wel een geschreven vorm hebben naast de gesproken vorm, worden vastgelegd in een alfabet of een ander op de spraak gebaseerd schriftsysteem. In de geschreven taal worden de equivalenten van klanken in de gesproken taal dus weergegeven door middel van min of meer arbitraire symbolen of schrifttekens, ook wel grafemen genoemd. Deze symbolen worden door middel van een taalspecifiek regelsysteem, de grammatica, tot betekenisvolle eenheden – woorden, zinsdelen, zinnen en op het hoogste niveau hele teksten – gerangschikt.

### Indelingen en categorisaties

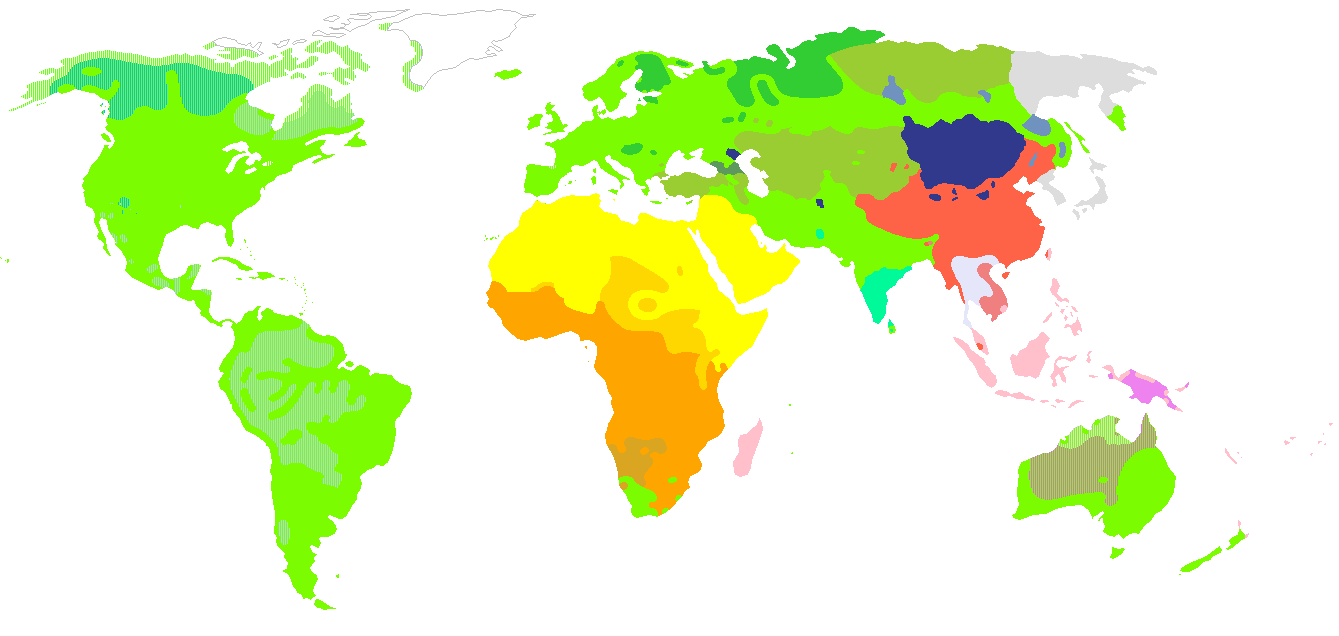
Spreiding van belangrijke taalgroepen:
De Pama-Nyungaanse talen staan niet op de kaart aangegeven.

Op grond van bepaalde specifieke kenmerken kunnen talen op allerlei verschillende manieren taaltypologisch worden gecategoriseerd.

#### Synthetisch en analytisch
Het onderscheid tussen synthetische talen enerzijds en analytische talen anderzijds is gebaseerd op syntactische en morfologische criteria, waarbij verschijnselen als flexie, incorporatie, het gebruik van voorzetsels en het al dan niet aanwezig zijn van tonaliteit centraal staan. Meer extreme vormen in dit verband zijn de isolerende respectievelijk polysynthetische talen.

#### Taalverwantschap en taalfamilies
Talen kunnen op grond van hun historische ontwikkeling worden gerangschikt in een bepaalde taalfamilie.
Vanaf het begin van de 19e eeuw, toen de verwantschap tussen verschillende Indo-Europese talen – meer in het bijzonder tussen het Sanskriet en bepaalde Europese talen zoals het Latijn en Oudgrieks – aan het licht kwam, is er steeds meer onderzoek gedaan naar de verwantschappen, overeenkomsten en verschillen tussen alle talen en taalfamilies. Dankzij de vergelijkende methode – die taalreconstructie mogelijk maakt – werd er op dit gebied snel vooruitgang geboekt en konden er stamboommodellen worden opgesteld.
Aan het eind van de 20e en aan het begin van de 21e eeuw waren er volgens bepaalde schattingen ruim 6.000 levende talen. Ethnologue komt op een iets hogere schatting van ruim 7.000. Mede op grond van het feit dat er doorgaans geen scherpe grens tussen een taal en een dialect te trekken is en niet alle talen die wel als afzonderlijke taal zijn erkend überhaupt een gestandaardiseerde vorm hebben (zie ook #Standaardtaal vs. andere taalvormen), lopen deze schattingen echter uiteen van 5.000 tot wel 10.000 talen.
Het totale aantal taalfamilies – dat wil zeggen taalgroepen die onderling ongeveer evenveel verschillen als de Indo-Europese groep – is door Johanna Nichols vastgesteld op 249, maar ook op dit punt is er nog weinig duidelijkheid. Er zijn taalkundigen die stellen dat het werkelijke aantal taalfamilies veel hoger ligt. Talen die historisch gezien niet verwant zijn maar waarvan de sprekers onderling veel contact hebben gehad kunnen door convergentie – waardoor bijv. veel leenwoorden van de ene taal in de andere belanden – toch op elkaar gaan lijken. Anderzijds kunnen talen die historisch gezien tot dezelfde taalfamilie behoren zo uit elkaar groeien dat hun verwantschap niet meer goed zichtbaar is.
Inmiddels zijn er diverse pogingen gedaan – onder meer door Joseph Greenberg en Merritt Ruhlen – om door verder terug te gaan in de tijd op steeds hogere niveaus taalverwantschappen te reconstrueren. Bekende aldus voorgestelde superfamilies zijn het Nostratisch – dat onder meer de Indo-Europese, de Altaïsche en de Oeraalse talen omvat – en het Dene-Sino-Kaukasisch. Vooralsnog blijven dergelijke superfamilies echter puur hypothetisch aangezien er geen enkel concreet bewijs voorhanden is voor hun bestaan.
Talen waarvan (nog) niet bekend is tot welke taalfamilie ze behoren worden isolaten of niet-geclassificeerde talen genoemd. Met de laatste term wordt benadrukt dat er mogelijk wel een verwantschap met andere (levende of dode) talen is. Enkele voorbeelden van dergelijke talen zijn het Baskisch, Iberisch en Elamitisch.

#### Natuurlijke talen
Met "natuurlijke talen" worden alle talen bedoeld die in de loop van de geschiedenis bij verschillende etnische groepen ontstaan zijn en van generatie op generatie worden doorgegeven. Natuurlijke talen kunnen verder worden onderverdeeld in dode en levende talen.

#### Levende, bedreigde en dode talen
Weer andere indelingen zijn met name gebaseerd op het aantal moedertaalsprekers. Met "levende" talen worden aldus talen bedoeld die door kinderen als moedertaal worden aangeleerd en waarmee binnen een kleine of grote groep mensen wordt gecommuniceerd. Enkele - zeer willekeurige - voorbeelden van levende talen zijn: het Arabisch, Hindi, Italiaans, Engels, Nederlands en Nieuwgrieks. "Dode" talen worden daarentegen door niemand meer als moedertaal aangeleerd, hoewel dit zeker niet altijd betekent dat ze helemaal niet meer gebruikt worden. Enkele voorbeelden van talen die tot deze laatste categorie behoren zijn het Etruskisch, Fenicisch, Sanskriet, Latijn en Oudgrieks, waarvan de laatste drie nog volop in gebruik zijn als liturgische taal.
In 1992 schatte de taalkundige Michael Krauss dat binnen honderd jaar negentig procent van alle talen uitgestorven of tot uitsterven gedoemd zou zijn. In 2013 had volgens een schatting van UNESCO bijna de helft van alle talen ter wereld de status van bedreigd.

#### Standaardtaal vs. andere taalvormen
Het in het dagelijks leven gangbare onderscheid tussen standaardtaal/cultuurtaal (met een over het algemeen hoge status) enerzijds en dialect en/of streektaal, met een over het algemeen wat lagere status, anderzijds wordt in de taalkunde (meer in het bijzonder in de dialectologie) bij voorkeur echter niet gemaakt, omdat dit onderscheid vaak erg willekeurig en vooral ook politiek bepaald is. Taalkundigen geven doorgaans de voorkeur aan maatschappelijk minder beladen begrippen als variëteit en streektaal.
Een puur taalkundig criterium voor het bepalen wat een afzonderlijke taal is en wat een dialect is dat van de wederzijdse verstaanbaarheid. Zolang hiervan sprake is tussen verschillende sprekers onderling zonder dat zij elkaars taal eerst geleerd hebben (er mag dus geen sprake zijn van lingua receptiva), spreken zij volgens door taalkundigen gehanteerde criteria dezelfde taal.
In de praktijk blijken de politieke en culturele factoren echter doorgaans van groter belang om tot een afbakening te komen dan de puur taalkundige. Zo worden bijvoorbeeld Zweeds, Deens en Noors in het algemeen als verschillende talen gezien, terwijl alle sprekers van deze drie Noord-Germaanse talen elkaar redelijk tot goed kunnen begrijpen, ook zonder elkaars taal eerst geleerd te hebben. De in India respectievelijk Pakistan gesproken talen Hindi en Urdu worden door taalkundigen vaak als varianten van 1 taal (het Hindoestani of Hindi-Urdu) beschouwd, maar de sprekers hiervan associëren hun taal rechtstreeks met hun eigen land en cultuur (het hindoeïsme resp. de islam) en zijn er daarom van overtuigd dat ze twee verschillende talen spreken. Anderzijds worden de Chinese talen soms als varianten van dezelfde taal beschouwd – op grond van het feit dat ze worden gesproken in een gebied dat staatkundig een eenheid vormt –, maar zij verschillen in taalkundig opzicht onderling minstens evenveel als de verschillende Romaanse talen en de sprekers hiervan kunnen elkaar onderling niet verstaan zonder eerst elkaars taal geleerd te hebben.
Andere begrippen die bijvoorbeeld in de dialectologie en de sociolinguïstiek centraal staan naast de begrippen standaardtaal en dialect zijn:
- regiolect, deels als synoniem voor streektaal
- sociolect
- etnolect
- idiolect, wanneer het om het taalgebruik van één enkele spreker gaat.

#### Kunsttalen
Overwegend in de 19e en de 20e eeuw zijn er veel nieuwe talen door slechts een of enkele personen geconstrueerd, die als zodanig worden onderscheiden van de "echte", dat wil zeggen natuurlijke talen. De bekendste hiervan zijn de zgn. "hulptalen", bedoeld om de internationale communicatie te vergemakkelijken door als lingua franca te dienen (een functie die ook de natuurlijke taal vervult). Bekende voorbeelden van hulptalen zijn het Esperanto, Ido en Interlingua. Dit soort talen wordt ook auxlang genoemd, wat staat voor auxiliary language. Ook de term IAL wordt gebruikt, wat staat voor international auxiliary language.
Als hyperoniem voor alle kunsttalen is de term conlang bedacht, hetgeen staat voor constructed language. Niet alle kunsttalen (conlangs) zijn bedoeld om voor communicatieve doeleinden te worden gebruikt. Dit geldt bijvoorbeeld voor fantasietalen, zoals de in Midden-aarde van Tolkien gesproken talen of het Klingon uit de televisieserie Star Trek.
Als een kunsttaal eenmaal door kinderen als moedertaal is verworven, is ze in die zin niet meer van de natuurlijke talen te onderscheiden. Het Esperanto heeft inmiddels echte moedertaalsprekers en bezit aldus een fundamentele eigenschap van een natuurlijke taal.
Het ontwerpen van kunsttalen kan gepaard gaan met geofictie. Zo worden er in het Midden-Aarde van Tolkien een aantal fictieve talen gesproken en geschreven, met een apart uitgewerkte woordenschat en grammatica.

#### Indeling op grond van andere aspecten
Wanneer taal gebruikt wordt om zichzelf te beschrijven – zoals in de taalkunde dus voortdurend het geval is – wordt ook wel gesproken van metataal. De taal die aldus het onderwerp vormt van studie heet dan objecttaal; deze laatste term heeft een brede betekenis en kan tevens betrekking hebben op diverse communicatiesystemen waar het begrip "taal" bij uitbreiding voor wordt gebruikt, zoals formele taal en computertaal (zie ook #Het begrip "taal" in ruimere zin).
De vakterm parataal wordt gebruikt voor allerlei bijkomende effecten in de gesproken taal zoals intonatie en stemvolume, die niet rechtstreeks deel uitmaken van het spraakklankensysteem maar wel een belangrijke rol spelen bij het overbrengen van de bedoelde boodschap.

### Taal en filosofie
De studie van taal vertoont enkele raakvlakken met de filosofie, waarbij met name taal in een bepaalde context en het verband tussen enerzijds taal en anderzijds betekenis, denken en werkelijkheid worden onderzocht. Enkele bekende taalfilosofen zijn Gottlob Frege, Ferdinand de Saussure en Ludwig Wittgenstein.

### Taal en psychologie
Ook binnen de psychologie zijn er interessante ontwikkelingen geweest op het vlak van theorievorming over taal. Met name binnen het behaviorisme werd de Relational Frame Theory uitgewerkt en onderzocht. De theorie gaat volledig over taal (verbaal gedrag) en cognitie.

### Talen als onderdeel van het wereldsysteem
Abram de Swaan ziet het wereldwijde stelsel van talen als een integraal onderdeel van het wereldsysteem. In dit licht vallen zaken als taaldood en het bestaan van officiële talen dan ook te verklaren aan de hand van de sociale wetenschappen, meer in het bijzonder de politieke sociologie en politieke economie. In sociaal-politieke context zijn Hollandisme en Russificatie hiervan.

## Universele kenmerken van de menselijke taal
Bepaalde kenmerken zijn in alle talen die ooit zijn onderzocht aangetroffen, waaronder:
- Een eigen klankinventaris met zowel klinkers als medeklinkers.
- In zowel de gesproken als de geschreven vorm een eigen woordenschat (lexicon) met diverse woordsoorten.
- Een regelsysteem - de grammatica – om alle elementen uit de woordenschat tot welgevormde zinnen te verenigen. Een bepaalde verandering in de volgorde(n) van de woorden en woordgroepen in een zin kan zodoende al een zin met een andere betekenis opleveren. Tevens kent iedere taal wel een bepaalde elementaire woord- en zinsdeelvolgorde, waarin de universele tendens waar te nemen valt om het grammaticale object in de zin vooraf te laten gaan door het onderwerp; bijna alle talen ter wereld blijken zich te houden aan deze standaardvolgorde. Nog een universeel grammaticaal kenmerk is dat als het bijvoeglijk naamwoord vóór het zelfstandig naamwoord staat, ditzelfde geldt voor de plaats van het telwoord ten opzichte van het zelfstandig naamwoord.
- Dezelfde mate van expressiviteit.
- Een zekere orale en vaak ook geschreven traditie. Iets anders gezegd kennen alle talen proza en poëzie, in gesproken en al dan niet ook in geschreven vorm.[12]

### Recursie als basisprincipe?
Met betrekking tot de vraag wat menselijke taal nu precies uniek maakt, is wel gesuggereerd dat taal gebaseerd is op het principe van recursie. Binnen een zin verwijst een zinsdeel naar een ander zinsdeel, of is een zinsdeel ingebed in een andere zin. Bijvoorbeeld: 'Piet denkt dat het morgen gaat regenen'. Of: 'de vader van mijn vader was kapitein'. Dit principe komt echter niet in alle talen voor. Zo kennen bepaalde Indianentalen geen recursie, zij kennen bijvoorbeeld geen hoofd- en bijzinnen maar alleen maar hoofdzinnen.

## Oorsprong en geschiedenis van de menselijke taal

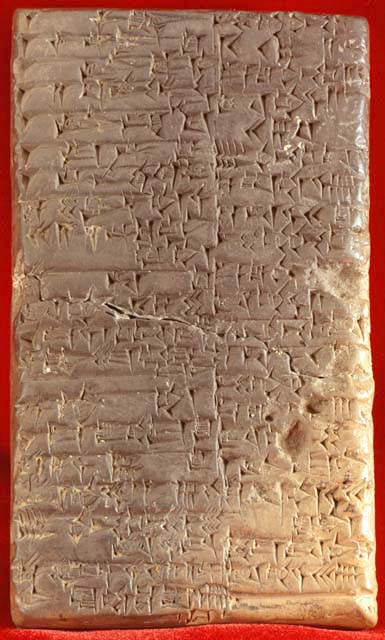
Kleitablet met Sumerisch spijkerschrift (± 2400 v.Chr.), de oudste bekende vorm van geschreven taal.

De menselijke larynx.

### Ouderdom van de gesproken taal
Over de ouderdom van de gesproken menselijke taal bestaan verschillende theorieën.
Een van de geopperde mogelijkheden is dat de gesproken taal ca. 40.000 - 35.000 jaar geleden zou zijn ontstaan, dat wil zeggen tegelijk met de Paleolithische kunst, toen er een "culturele explosie" onder Homo sapiens plaatshad. Dankzij zijn nieuw verkregen taalvermogen zou Homo sapiens aldus in staat zijn geweest om tot een dergelijke hogere graad van beschaving te komen. Anderzijds geloven sommige taalkundigen juist dat ook Homo erectus zo'n 1,5 miljoen jaar geleden al een vorm van taal kon produceren die sterk leek op de huidige menselijke taal, mede op grond van het feit dat Homo erectus al een relatief groot brein had, in staat was stenen gereedschappen te gebruiken en waarschijnlijk vuur kon maken. Tegen deze beide opvattingen is echter veel ingebracht, bijvoorbeeld dat behalve de mens ook andere primaten (met name de chimpansees) tot het gebruiken van stenen gereedschappen in staat zijn zonder dat zij ook maar enige vorm van spontaan taalgebruik kennen, — hoewel ze wel een gebarentaal kunnen aanleren.
Mede op grond van het feit dat het menselijke taalvermogen voor een belangrijk deel genetisch gecodeerd blijkt - waardoor bijvoorbeeld ook baby's al klanken die op echte mensentaal lijken kunnen voortbrengen - zijn er dan ook sterke aanwijzingen dat de gesproken taal in ieder geval een stuk ouder is dan 35.000 jaar. Een breder gedragen opvatting is dan ook dat de gesproken taal minstens ca. 150.000 jaar geleden voor het eerst is ontstaan in Oost-Afrika. Wellicht heeft er in deze periode een genetische mutatie bij Homo sapiens plaatsgehad maar het is niet bekend welke dan. Taal en Homo sapiens zouden in dit geval dus ongeveer gelijktijdig zijn ontstaan. Archeologische overblijfselen en fossielen van Homo sapiens uit deze periode en vergelijkend genetisch onderzoek hebben zekere concrete aanwijzingen die deze hypothese ondersteunen opgeleverd.
Andere taalkundigen, onder wie Steven Pinker, houden op grond van het idee dat veel ouder archeologisch bewijsmateriaal in de vorm van complexe werktuigen verloren kan zijn gegaan, echter de mogelijkheid open dat Homo habilis, de Neanderthalers of eventueel zelfs Australopithecus afarensis al een vorm van gesproken taal hadden. Dit zou betekenen dat de gesproken menselijke taal 2,5 tot 4 miljoen jaar of eventueel nog een tot enkele miljoenen jaren ouder is. Philip Lieberman wierp hier weer tegenin dat het strottenhoofd van alle hominiden die evolutionair voorafgaan aan Homo sapiens niet geschikt is voor het produceren van complexe spraakklanken. Het feit dat deze hominiden minder spraakklanken konden produceren dan de huidige Homo sapiens hoeft echter niet te betekenen dat ze geen enkele vorm van gesproken taal gehad kunnen hebben. Op grond van reconstructie van het spraakkanaal van de Neanderthaler is geconcludeerd dat dit veel overeenkomst vertoonde met dat van een pasgeboren Homo sapiens. De Neanderthaler zou in staat zijn geweest enkele centrale klinkers en voor in de mond gelegen medeklinkers te produceren maar geen neusklanken, waarmee zijn spraakkanaal een tussenfase zou vormen in het ontstaan van de menselijke taal. Dit idee wordt verder ondersteund door onderzoek aan het begin van de 21e eeuw, waaruit blijkt dat de Neanderthaler en de moderne mens het voor het taalvermogen essentiële gen FOXP2 delen. Liebermans hypothese is daarbij gediskwalificeerd geraakt toen bleek dat hij zich gebaseerd had op foute reconstructies van het verhemelte.
Hoewel de Neanderthaler dus vooralsnog als een twijfelgeval zou kunnen worden gezien, is men het er in het algemeen over eens dat de vroege moderne mens al wel over gesproken taal beschikte.

### Waarom ontstond taal?
Behalve de ouderdom van gesproken taal, staat in de historische taalkunde uiteraard ook de exacte oorsprong ervan ter discussie.
Een van de centrale vragen betreft de "paradox van continuïteit"; enerzijds wijst alles erop dat gesproken taal zich rechtstreeks heeft ontwikkeld uit eerdere communicatiesystemen van zoogdieren aangezien het als verschijnsel onmogelijk los kan worden gezien van de evolutie als zodanig, anderzijds lijkt het feit dat taal in vergelijking daarmee zoveel complexiteiten en abstracte elementen bevat, hiermee in tegenspraak.
Op grond van een aantal studies is geopperd dat behalve het met elkaar kunnen communiceren, ook de vorming van een etnische identiteit een van de hoofddoelen van de eerste mensen was. Dit zou met name het historische ontstaan van steeds meer nieuwe talen verklaren; door het hebben van een eigen taalvariëteit wilde men zich als etnische groep van de rest onderscheiden.
Op grond van het feit dat gesproken taal en gebarentaal behoorlijk veel overeenkomsten blijken te hebben wat betreft hun inherente structuur, is geopperd dat het eerste feitelijk is voortgekomen uit het tweede. Wellicht werden gebarentaal en een - primitieve - vorm van gesproken taal door eerdere hominiden in combinatie met elkaar gebruikt.
Verder zijn er een aantal erg speculatieve en weinig geloofwaardige alternatieve theorieën aangevoerd:
- Op grond van het bestaan van onomatopeeën is gesuggereerd dat alle gesproken taal ooit is begonnen als imitatie van geluiden uit de omgeving (dit is bekend als de bow-wow-theorie). Deze theorie is echter weinig plausibel aangezien onomatopeeën in het algemeen geen belangrijk onderdeel van het lexicon van talen uitmaken.
- Een andere theorie – bekend als de pooh-pooh-theorie – stelt vanwege het universeel voorkomen van tussenwerpsels dat emoties de basis vormden voor de allereerste talige klanken. Ook dit lijkt echter weinig geloofwaardig, aangezien ook tussenwerpsels in het algemeen geen overheersende categorie in talen zijn.
- De ding-dong-theorie legt een rechtstreeks verband tussen het spontaan bewegingen maken met de mond en het uiten van gesproken taal. Deze theorie is onder andere gebaseerd op bepaalde typische kenmerken van de kindertaal, bijv. het feit dat bij de articulatie van ma en mama – in veel talen zijn dit de woorden van een klein kind voor zijn moeder[21] – ongeveer dezelfde bewegingen met de lippen worden gemaakt als die een baby maakt op het moment dat hij borstvoeding krijgt.
- De yo-he-ho-theorie stelt op grond van prosodie dat de eerste mensen om hun onderlinge samenwerking te bevorderen min of meer ritmische klanken maakten, waaruit uiteindelijk de gesproken taal evolueerde, in eerste instantie in de vorm van liederen.
- Otto Jespersen voegde hier nog zijn eigen la-la-theorie aan toe, volgens welke de klanken die het meest met liefde en romantiek geassocieerd werden de eerste vorm van gesproken taal waren.[22]

Derek Bickerton zoekt de oorsprong van taal rechtstreeks in het aangeleerde vermogen van de mens om abstract te denken en concepten te vormen op basis van waarneming. Abstract denken maakte het mogelijk een indeling te maken in enerzijds voorwerpen en anderzijds handelingen, gebeurtenissen en nog abstractere zaken. Dit onderscheid is een van de meest basale kenmerken van taal.

### Oorsprong van de geschreven taal
Geschreven taal is hoe dan ook veel jonger dan gesproken taal. Het spijkerschrift uit het 4e millennium v.Chr. – dat op basis van het oudere pictografische schrift was ontwikkeld in het zuiden van het toenmalige Mesopotamië – ontwikkelde zich gaandeweg tot een syllabisch schrift. Voor zover bekend is dit de eerste keer in de geschiedenis van de mensheid dat geschreven tekens lettergrepen, ofwel klanken uit de gesproken taal, vertegenwoordigden. Daarmee was het schrift dus fonetisch geworden en was er feitelijk voor het eerst sprake van menselijke taal in geschreven vorm. De betreffende teksten zijn in het Sumerisch.

### Wel of niet één oertaal?
Aangezien het onwaarschijnlijk is dat dezelfde genetische mutatie die de ontwikkeling van het taalvermogen mogelijk maakte meer dan één keer heeft plaatsgevonden of dat afstammelingen van de eerste exemplaren van homo sapiens het taalvermogen eerst weer zouden hebben verloren om het vervolgens nogmaals te verwerven, is het idee van een genetische mutatie van het taalgen tevens een sterke aanwijzing in de richting van monogenese: het idee dat alle talen en taalfamilies ter wereld uiteindelijk een en dezelfde vooroudertaal hebben, ofwel dat er in het allereerste begin slechts één taal, bekend als het Proto-World (Nederlands: Proto-Werelds), gesproken werd, waaruit alle latere talen zijn ontstaan. Het bestaan van taaluniversalia is een van de argumenten die vaak worden aangevoerd om deze hypothese te ondersteunen.
Niettemin zijn er binnen de taalkunde ook aanhangers van de alternatieve visie – bekend als polygenese – dat gesproken taal meerdere malen op verschillende plekken in de wereld die geen enkel onderling contact hadden zou zijn ontstaan. De verklaring voor het bestaan van taaluniversalia zou dan niet liggen in een gemeenschappelijke oorsprong, maar in convergentie als gevolg van later taalcontact en doordat bepaalde (bijv. fysiologische en omgevingsgerelateerde) factoren die op verschillende plaatsen in de wereld waar de vroege homo loquens leefde optraden overal hetzelfde waren en de talen van destijds beïnvloedden. Een soort tussenweg is het idee dat alle huidige gesproken en/of bekende talen weliswaar van dezelfde vooroudertaal afstammen, maar dat die vooroudertaal zelf zou hebben bestaan naast andere, niet onderling verwante talen, die sindsdien allemaal verdwenen zijn.
Tegen het idee van monogenese is verder het argument aangevoerd dat taalverschillen voor zover bekend altijd hebben bestaan en geenszins kleiner worden naarmate men verder teruggaat in de geschiedenis. Dit laatste valt echter ook weer goed te verklaren binnen het kader van monogenese, nl. aan de hand van het feit dat toen de mensheid net was begonnen met zich vanuit Afrika te verspreiden over de verschillende continenten, de verschillende etnische groepen elk afzonderlijk in een sterk sociaal isolement leefden. Er was dus geen convergentie en hun talen konden daardoor veel sneller evolueren dan tegenwoordig. Hierbij speelt ook nog mee dat er geen stramien was om de taal in vast te leggen (te “bevriezen”), doordat geschreven taal nog niet bestond.

## Spreiding en diversiteit van menselijke taal

Grafiek die het totale aantal gesproken talen ter wereld in verhouding tot het totale aantal sprekers als percentage van de wereldbevolking weergeeft.

De mediaan voor het aantal sprekers van een taal is ongeveer 6000, wat betekent dat van alle talen ter wereld de helft minder dan 6000 sprekers heeft.
De geografische spreiding van alle talen en taalfamilies is echter zeer ongelijkmatig, evenals de verdeling van het aantal sprekers per taal. Zo worden er bijv. uitsluitend in en rondom Nieuw-Guinea zo'n duizend verschillende talen gesproken (dus ca. 1/6 van het totale aantal talen), terwijl het Amerikaanse continent ongeveer 150 taalfamilies herbergt, wat meer dan de helft van het totale aantal momenteel bekende families ter wereld is. De taal met het grootste aantal moedertaalsprekers ter wereld, het Mandarijn Chinees, wordt volgens schattingen door 14% van de hele wereldbevolking als eerste taal gesproken. Volgens een schatting van Ethnologue uit 1999 werden de 8 talen met elk meer dan 100 miljoen moedertaalsprekers (Mandarijn, Spaans, Engels, Bengaals, Hindi, Portugees, Russisch en Japans) gesproken door in totaal 2,4 miljard mensen, op een totale wereldbevolking van op dit moment 7,2 miljard. Verder bleek 4% van het totale aantal talen ter wereld gesproken te worden door niet minder dan 96% van de wereldbevolking, terwijl 90% van de wereldbevolking niet meer dan 100 verschillende talen spreekt. Voor de taalfamilies geldt een soortgelijke grote ongelijkmatigheid als voor individuele talen. Van alle taalfamilies vormen de Indo-Europese talen wat betreft het aantal sprekers veruit de grootste groep; 45% van de wereldbevolking heeft een taal uit deze familie als moedertaal en nog eens een zeer aanzienlijk deel van de wereldbevolking spreekt een Indo-Europese taal als tweede en/of derde taal.

### Historische linguïstische spreiding en ontwikkelingen
De huidige zeer ongelijkmatige verdeling is er niet altijd geweest. Aan het begin van het Holoceen, nog vóór de opkomst van de landbouw, waren er naar alle waarschijnlijkheid geen dominante culturen en bijgevolg waren er ook nergens ter wereld dominante talen. Toen tijdens de neolithische revolutie de landbouwexpansie plaatsvond naar andere delen van de wereld, werden de overige bevolkingsgroepen - overwegend de jagers-verzamelaars - ofwel verdreven, ofwel geheel opgenomen in de nieuwe, dominant geworden agrarische bevolking. Daarmee verloren de jagers-verzamelaars meestal ook hun eigen taal. Zodoende werd het "linguïstische evenwicht" dat tot dusver over de hele wereld had geheerst voor de eerste keer aanzienlijk verstoord. De reden om te veronderstellen dat het zo gegaan is, is dat de historische geografische spreiding van de meeste huidige grote taalfamilies – zoals de Indo-Europese talen, de Altaïsche talen, de Sino-Tibetaanse talen, de Bantoetalen, de Afro-Aziatische talen en de Austronesische talen – min of meer samenvalt met de verspreiding van de landbouwgolven ten tijde van de neolithische revolutie vanuit het Nabije Oosten, West-Afrika onder de Sahara en enkele delen van het huidige China bij de Jangtsekiang en de Gele Rivier. Zodoende maakte in het bijzonder Eurazië een enorme bevolkingsgroei door ten opzichte van andere delen van de wereld en verwierf het een positie van hegemonie, die nadien vooral door de inwoners van West-Europa is uitgebuit. De voorheen in grote delen van Europa en Azië gesproken pre-Indo-Europese substraattalen werden daardoor bijna geheel verdrongen door talen uit de Indo-Europese familie.
Uiteindelijk leidde de aldus ontstane hegemonie van de Europese bevolking ertoe dat in de Vroegmoderne Tijd – toen na het tijdperk van de grote ontdekkingen de Europese kolonisatie goed op gang kwam – het linguïstisch evenwicht wereldwijd nogmaals zwaar werd verstoord, doordat veel inheemse bevolkingsgroepen door de Europese kolonisatoren werden uitgeroeid, ten prooi vielen aan door de Europeanen verspreide ziektes waar ze geen weerstand tegen hadden of vanwege de overheersing door taalpolitiek gedwongen waren om hun eigen taal en vaak ook hun cultuur op te geven, ten gunste van de dominante taal. Bijna alle inheemse talen van Amerika zijn bijv. op deze manier verdwenen of inmiddels zwaar bedreigd, net als veel Aboriginaltalen. In sommige gevallen hebben de sprekers er ook helemaal zelf voor gekozen om over te stappen naar een taal waarvan ze denken dat die hun meer perspectief en toegang tot de rest van de wereld biedt. Om die reden schakelen veel bewoners van Papoea Nieuw-Guinea bijv. vrijwillig over van hun inheemse taal op het Engels en Tok Pisin.
Daarnaast heeft ook taalpolitiek er in veel gevallen voor gezorgd dat minderheidstalen sterk werden onderdrukt (bijvoorbeeld de Keltische talen in Europa). Sinds de tweede helft van de 20e eeuw is echter ook de belangstelling voor de kleinere talen geleidelijk aan toegenomen, nadat in de eeuwen daarvoor deze talen vaak sterk waren onderdrukt. Op diverse plaatsen in de wereld is inmiddels twee- of meertalig onderwijs ingevoerd, zodat ook de nieuwe generaties de plaatselijke minderheidstaal blijven leren. Het redden van kleine talen wordt vaak gezien als een manier om niet alleen de linguïstische maar ook de culturele en etnische diversiteit in stand te houden. Tegenstanders voeren onder meer als argument aan dat het etnocentrisme in de hand zou werken en dat wanneer kinderen gedwongen worden een niet-dominante taal die in hun gebied gesproken wordt te leren, dit hun beheersing van de grotere taal en daarmee ook hun maatschappelijke succes in de weg zou staan.

## Menselijk taalvermogen

### Taal en het brein

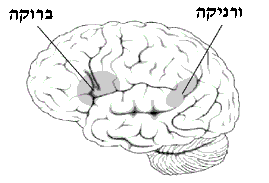
De gebieden van Wernicke en Broca (grijs).

Er is veel onderzoek gedaan naar de relatie tussen taalvermogen en de werking van de menselijke hersenen, ook wel bekend als neurolinguïstiek. De hamvraag is hierbij welke gebieden in de hersenen precies gespecialiseerd zijn in het verwerken (begrijpen en spreken) van woorden en zinnen.
Er zijn aanwijzingen dat de betekenis en grammatica van zinnen in specifieke delen van de hersenen worden verwerkt. Doorgaans wordt aangenomen dat het centrum van Wernicke en het centrum van Broca in de linkerhersenhelft een belangrijke functie hebben in het begrijpen en spreken van taal. Beschadigingen in deze gebieden gaan dus vaak gepaard met stoornissen in het begrijpen en spreken van taal, zoals alalie en afasie.
Ontwikkeling van taal en spraak blijkt ook samen te hangen met het specifieke FOX-gen FOXP2. Dit gen wordt ook wel aangeduid als 'taalgen', hoewel het niet alleen invloed heeft op taal maar ook motorische functies. Dit gen komt niet alleen voor bij mensen maar ook bij diersoorten als muizen en zangvogels. Zeldzame mutaties in het gen leiden tot stoornissen in taal en spraak, snelle bewegingssequenties bij muizen en een verstoring van vocale imitaties bij zangvogels. Onderzoek van hersenweefsel van muizen heeft aannemelijk gemaakt dat het gen vooral invloed heeft op de groei van verbindingen in de hersenen, zoals neurieten, de nog niet volgroeide uitlopers van zenuwcellen. De opvallende overeenkomst van de FOXP2-sequentie en zijn neurale expressie in verschillende gewervelde dieren, schept ook de mogelijkheid gebruik te maken van diermodellen om te onderzoeken welke verbindingen in de hersenen in de loop van de evolutie een rol moeten hebben gespeeld bij het ontstaan van gesproken taal bij de mens.
Bij de analyse van het taalvermogen worden in ieder geval de volgende vier componenten (modules) onderscheiden, die veel onderlinge raakvlakken vertonen:
- interactie, om de communicatie als zodanig te handhaven. In een talige context komt dit aspect onder meer tot uiting in de topic/comment-structuur
- cognitie; dit aspect komt onder meer tot uiting in het gebruik van classificeerders en het indelen van zelfstandige naamwoorden in nominale klassen.
- semiotiek; hierbij gaat het om de woorden en tekens en staan distinctiviteit, transparantie, elementariteit en analogie centraal.
- het syntactische vermogen.

### Aangeboren taalvermogen en kindertaal
In de loop van de 19e eeuw en met name vanaf de jaren 60 van de 20e eeuw werd er steeds meer onderzoek gedaan naar kindertaal. Eerst werd gedacht dat de manier waarop kinderen hun moedertaal leren vooral of alleen maar een kwestie was van perceptie en imitatie. Daarbij werden vooral rechtstreekse verbanden gelegd met de cognitieve ontwikkeling (onder invloed van met name Jean Piaget). In de jaren 1960 - toen de generatieve taalkunde in opkomst was - kwam het idee centraal te staan dat elk kind over een natuurlijk, aangeboren vermogen tot taalverwerving (language acquisition device) beschikt. Dit idee wordt onder meer onderschreven door Noam Chomsky, die er zijn eigen theorie van de universele grammatica op heeft gebaseerd.

### Taal en evolutie
Hoewel het taalvermogen, inclusief het begrijpen en kunnen toepassen van regels van grammatica en syntaxis, uniek lijkt voor de homo sapiens, is het moeilijk te doorgronden volgens welk scenario dit zich in de loop van de evolutie heeft ontwikkeld. Grofweg staan hier twee standpunten tegenover elkaar:
- Het ontstaan van taal was een gevolg van een taalmodule, een gespecialiseerd gebiedje in de hersenen.
- De ontwikkeling van taal was het resultaat van een geleidelijke toename van hersenmassa en intelligentie (ook wel encefalisatie genoemd). Deze verklaring lijkt beter te rijmen met het feit dat de mens zich in cognitief opzicht in meerdere opzichten van andere primaten onderscheidt. Dus niet alleen wat betreft taalvermogen maar ook wat betreft vermogens als bewuste reflectie, mentaal voorstellingsvermogen en abstract denken. Het lijkt bovendien onwaarschijnlijk dat dergelijke vermogens aan een specifiek gebiedje of module in de hersenen zijn toe te schrijven.

Het idee dat bepaalde vernieuwingen en aanvullingen in de hersencircuits van primaten uiteindelijk hebben geleid tot het ontstaan van de gebieden van Wernicke en Broca - die op hun beurt ten grondslag hebben gelegen aan het ontstaan van menselijke taal - wordt verder gestaafd door neuroanatomisch onderzoek bij kleine apen. In de hersenen van deze apen zijn gebieden aangetroffen die weliswaar homoloog zijn aan de gebieden van Wernicke en Broca bij mensen, maar die geen duidelijk vergelijkbare functie hebben. De apen gebruiken ze bijvoorbeeld niet om geluiden voort te brengen. Het gebied dat homoloog is aan het centrum van Wernicke blijkt wel te worden gebruikt voor het herkennen van geluiden van andere apen, terwijl het gebied dat homoloog is aan het centrum van Broca de besturing van de gezichts- en strottenhoofdsspieren regelt.
Er is onder taalkundigen nog geen consensus het menselijke taalvermogen al dan niet het resultaat is geweest van natuurlijke selectie. Onder meer Chomsky gelooft van niet (zie #Universele grammatica). Anderen zoals Steven Pinker stellen het voor de mens unieke taalvermogen rechtstreeks op één lijn met complexe evolutionaire ontwikkelingen die uniek zijn bij andere levensvormen en die zijn voortgekomen uit natuurlijke selectie, zoals de slurf van olifanten. Op grond hiervan wordt geopperd dat natuurlijke selectie in ieder geval een zeer belangrijke rol heeft gespeeld bij de opkomst van het taalvermogen, waarna het steeds complexer werd.
Guy Deutscher gaat in zijn onderzoek naar de meest elementaire fase waarin de menselijke taal zich ooit moet hebben bevonden uit van slechts 3 noodzakelijke basiselementen:
- woorden voor concrete zaken
- woorden voor eenvoudige handelingen
- "aanwijswoorden" (ofwel aanwijzende voornaamwoorden)

Op grond van deze 3 woordsoorten zouden zich in de loop van duizenden jaren steeds complexere grammaticale systemen gevormd hebben, een proces dat in feite tot op heden doorgaat. Zo is er bijvoorbeeld in de oudste overgeleverde geschreven teksten nog niet of nauwelijks sprake van onderschikkende verbanden.

### Universele grammatica
Volgens Noam Chomsky is het taalvermogen een aangeboren eigenschap en bestaat er een "universele grammatica" die voor alle volkeren gelijk is. Een dergelijke grammatica is volgens deze theorie ook aangeboren. Taalverschillen tussen bevolkingsgroepen zouden aldus slechts zijn gebaseerd op verschillen in ‘setting’, of instellingen van bepaalde taalparameters. Elke parameter controleert een specifieke linguïstische eigenschap, zoals volgorde van woorden in een zin. Een hieraan verwante theorie is opgesteld door Joseph Greenberg. Ook hij ging uit van het idee dat talen die uiterlijk verschillen, toch universele kenmerken bezitten. Greenberg ging uit van overeenkomsten tussen bepaalde taalkenmerken in verschillende talen. Deze overeenkomsten zouden wijzen op universele regels voor woordvolgorde. Er zijn dus wereldwijde regels waaraan talen zijn onderworpen waardoor ze niet geheel vrij kunnen variëren.
Er bestaat ook kritiek op de theorie van de universele grammatica. Het blijkt dat de regels die gelden voor woordvolgordes per taalfamilie sterk kunnen verschillen. Volgens sommige onderzoekers wijst dit erop dat talen volgens bepaalde paden evolueren, afhankelijk van de taalfamilie en de omstandigheden waarin de taalgebruikers leven. Die regels verschillen niet alleen per taalfamilie, maar veranderen ook op verschillende manieren binnen een familie. Talen vertonen dus veel minder overeenkomsten dan eerder werd aangenomen. Dat zou, in tegenstelling tot de theorie van de universele grammatica, erop kunnen wijzen dat ook taalsystemen in de loop der tijd evolueren.

### Taalvermogen bij dieren?
Terwijl ieder mens die onder normale omstandigheden opgroeit in de loop van zijn of haar eerste levensjaren een moedertaal aanleert, is het tot nu toe niet gelukt om niet-menselijke primaten – met name chimpansees – het passieve taalniveau van een kleuter aan te leren. Niettemin zijn er in deze richting enige successen geboekt; gebleken is dat sommige apen woorden voor bepaalde voorwerpen aan dat voorwerp zelf kunnen verbinden, net als kinderen tussen de 1 en 3 jaar. Hieruit blijkt dus dat de menselijke taal weliswaar uitsluitend door de mensen zelf kan worden geproduceerd, maar dat het systeem in principe voor andere diersoorten toegankelijk is - althans tot op zekere hoogte: bij dieren blijven er fundamentele beperkingen in vaardigheden die waarschijnlijk essentieel zijn voor echte taal. Ook huisdieren schijnen bepaalde in de menselijke taal uitgesproken bevelen goed te begrijpen, maar daarbij worden alleen een vaste reeks commando's gebruikt, waarvan de "betekenis" voor elk commando een vaste handeling van het dier is, wat met eenvoudige conditionering tot stand wordt gebracht; de communicatie is te eenvoudig van vorm en betekenis om taal genoemd te kunnen worden.

## Taalgebruik in de praktijk
Taal kan in principe op vier verschillende manieren worden gebruikt. Taalgebruik is namelijk gebaseerd op het vermogen om geschreven of gesproken taal te begrijpen of te produceren. Men spreekt dan respectievelijk van lezen, schrijven, spraakperceptie en spraakproductie.
Andere belangrijke aspecten die bij het taalgebruik in de praktijk centraal staan zijn stijl en stijlfiguren. Met name bij het gebruik van taal in de literatuur en de retorica spelen deze twee zaken een zeer belangrijke rol.
De stijl van schrijven van teksten is onder maatschappelijke veranderingen onderhevig. Zo bestaat er sinds het eind van de twintigste eeuw een wens vanuit o.a. feministische hoek om te komen tot genderneutraal taalgebruik.

## Menselijke taal vs. cultuur en maatschappij
De relatie tussen enerzijds taal en anderzijds cultuur en de manier waarop maatschappijen zijn ingericht wordt met name weerspiegeld door de woordenschat. Zo heeft het Nederlands bijvoorbeeld in vergelijking met andere talen veel hyponiemen voor molen, omdat dit in het betreffende taalgebied van oudsher een belangrijk cultureel object is. Het Inuit - dat wordt gesproken in Groenland en Canada - heeft veel aparte woorden voor zeehond. Het Shona kent heel veel verschillende woorden voor "lopen", die grotendeels verband houden met de omgeving waarin deze taal gesproken wordt en waarin allerlei manieren van lopen mogelijk zijn. Daarnaast worden verwantschapssystemen in verschillende talen en taalfamilies vaak heel verschillend geduid. De manier waarop men elkaar aanspreekt is een rechtstreekse afspiegeling van de sociale status. In een taal als het Japans komt dit tot uiting in een veelvuldig gebruik van achtervoegsels, evenals verschillende werkwoorden met dezelfde betekenis, die echter verschillende machtsrelaties tussen de spreker en de aangesprokene vertegenwoordigen.
Voor de rest heeft cultuur vrijwel geen invloed op het proces van taalverandering, aangezien een taal zelf geen onderdeel vormt van de cultuur waar deze gesproken wordt. Hooguit vormen bepaalde onderdelen van de woordenschat dus een zekere weerspiegeling hiervan.

## Het begrip "taal" in ruimere zin
Het begrip "taal" wordt bij uitbreiding ook wel gebruikt voor allerlei andere menselijke en niet-menselijke communicatiesystemen, zoals dierentaal, computertaal en gebarentaal.

#### Vergelijkbare systemen
Het geheel aan commando's waarmee een machine - bijvoorbeeld een computer - wordt bediend, wordt wel machinetaal genoemd. Het gaat hier om een taal omdat de betekenis niet alleen door de commando's wordt bepaald, maar ook door de manier waarop ze gecombineerd zijn. Maar die grammatica is eenvoudig, en de betekenis wordt geheel bepaald door de werking van de machine in kwestie. Een programmeertaal is een voor het programmeren van machines ontworpen taal die wordt vertaald naar machinetaal, en in tegenstelling tot machinetaal allerlei mechanismen uit natuurlijke taal kan bevatten, zoals naamgeving en ingewikkelde grammatica, zodat programma's voor de programmeur gemakkelijker te begrijpen en te construeren zijn.
Een programmeertaal is dus niet op te vatten als een coderingsysteem voor talen, zoals morse, braille, steno, ASCII of Unicode: dit zijn geen talen, maar alfabetten, spellingssystemen om tekst mee te noteren, die dan ook niet aan een bepaalde taal gebonden zijn, hoewel er wel taalspecifieke varianten kunnen bestaan.
Een taal kan ook grafisch van aard zijn. Grafische talen zijn meestal erg beperkt in toepassingsgebied, grammatica, en uitdrukkingsmogelijkheden. De verkeersborden bijvoorbeeld vormen nauwelijks een taal: weliswaar bestaan er systematische combinaties van verkeersborden, maar de manier van combineren geeft geen speciale betekenis: die wordt volledig bepaald door de betekenis van elk bord afzonderlijk. Dit is anders bij allerlei diagramtechnieken die in technische disciplines worden gebruikt: daarin hangt de betekenis van het geheel wel degelijk af van de manier waarop de onderdelen zijn gecombineerd. Voor veel ervan geldt echter dat ze direct corresponderen met een andere niet-grafische taal, en daarom eerder als notatie dan als zelfstandige taal te beschouwen zijn. Voorbeelden uit de informatica zijn stroomdiagrammen, die corresponderen met programma's in een imperatieve programmeertaal, of UML-klassendiagrammen, die corresponderen met onderdelen van programma's in een objectgeoriënteerde programmeertaal.

#### Vergelijkbare communicatiesystemen bij dieren en planten
Het gebruik van geschreven taal en gesproken taal onderscheidt de mens van alle andere levensvormen. Niettemin worden communicatiesystemen van veel diersoorten zoals (bijen, dolfijnen, walvissen) soms ook wel als een soort "taal" beschouwd. Deze systemen verschillen echter fundamenteel van de menselijke taal. In de "taal" van dieren kan, anders dan met talen van mensen, niet over wetenschappelijke of culturele onderwerpen gesproken worden: bijvoorbeeld in "bijentaal" kan waarschijnlijk alleen gecommuniceerd worden over de plaats waar zich nectar bevindt. Hetzelfde geldt voor wat bij planten als communicatie beschouwd mag worden.
Veel diersoorten communiceren wel met geluiden, dit heet diercommunicatie. Dolfijnen maken bijvoorbeeld onderling ultrasone geluiden (die dus voor de mens niet hoorbaar zijn). Ze maken hiervan bijvoorbeeld gebruik bij de jacht. 
Individuele dolfijnen hebben een naam hebben. Vanaf 1985 verricht Denise Herzing samen met andere onderzoekers onderzoek naar taalgebruik bij dolfijnen. Ze probeert de 'taal' van dolfijnen te ontcijferen.

#### Gebarentaal
Gebarentalen worden vooral gebruikt voor en door dove mensen. Gebarentalen zijn, anders dan veelal wordt aangenomen, volledige communicatiesystemen, met een even arbitraire relatie tussen de gebruikte symbolen en de betekenis als bij gesproken talen het geval is. Zo komen bepaalde gebaren bijv. overeen met specifieke hulpwerkwoorden en bestaat er een duidelijk onderscheid tussen bijv. het onderwerp en het lijdend voorwerp. Ook paralinguïstische verschijnselen als intonatie kennen hun zgn. "niet-manuele" pendanten in de gebarentaal.
In Vlaanderen gebruikt men de Vlaamse Gebarentaal en in Nederland de Nederlandse Gebarentaal.
Gebarentalen dienen onderscheiden te worden van andere gebarensystemen zoals pantomime, en de ook door doven gebruikte spraakondersteunende systemen zoals Nederlands met Gebaren. Er bestaan tevens gebarenschriften om gebarentaal mee neer te schrijven.